# دون فارجو
دون فارجو هو لاعب كمال أجسام ألماني، ولد في 3 أكتوبر 1930 في ألمانيا، وتوفي في 8 نوفمبر 2015 في بينساكولا في الولايات المتحدة بسبب سرطان.

## روابط خارجية
- دون فارجو على موقع CageMatch worker (الإنجليزية)
- دون فارجو على موقع قاعدة بيانات المصارعة على الإنترنت (الإنجليزية)